# Blepharodon mucronatum
Blepharodon mucronatum (às vezes chamada Vailia anomala) é uma espécie de plantas com flores. Foi descrito pela primeira vez por Brandeg., e nomeado por W. D. Stevens. Blepharodon mucronatum pertence ao gênero Blepharodon e à família Apocynaceae.
Este tipo de planta é encontrada em:
- México
  - Estado de Campeche
  - Estado de Chiapas
  - Estado de Colima
  - Estado de Durango
  - Estado de Guerrero
  - Estado de Hidalgo
  - Estado de Jalisco
  - Estado de México (estado)
  - Estado de Michoacán de Ocampo
  - Estado de Morelos
  - Estado de Nayarit
  - Estado de Oaxaca
  - Estado de Puebla
  - Estado de Querétaro
  - Estado de Quintana Roo
  - Estado de San Luis Potosí
  - Estado de Sinaloa
  - Estado de Tabasco
  - Estado de Veracruz-Llave
  - Estado de Yucatán
- El Salvador
- Venezuela
  - Amazonas
  - Estado Anzoátegui
  - Estado Apure
  - Estado Barinas
  - Estado Bolívar
  - Estado Carabobo
  - Estado Falcón
  - Estado Guárico
  - Estado Mérida
  - Miranda (estado)
  - Estado Monagas
  - Estado Portuguesa
  - Estado Táchira
- Nicarágua
- Costa Rica
- Belize
- Panamá
- Guatemala
- Hondoras
- Colômbia
  - Departamento de Antioquia
  - Departamento de Bolívar
  - Departamento del Chocó
  - Departamento de Córdoba
  - Departamento de Cundinamarca
  - Departamento del Huila
  - Departamento de La Guajira
  - Departamento del Magdalena
  - Departamento del Meta
  - Departamento de Santander
  - Departamento de Tolima
  - Departamento del Valle del Cauca

Não há tipos listados como este.